# Фортифікація

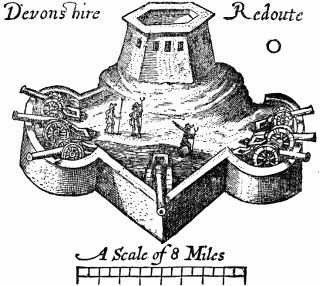
Девонширський редут (Бермудські острови), 1614

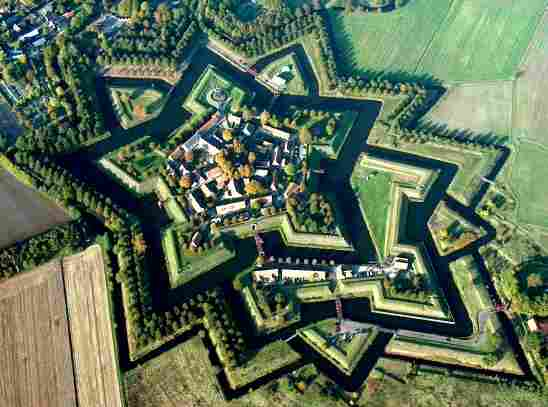
Відновлена до стану 1750 року укріплена фортеця з системою бастіонів та валами Буртанж, провінція Гронінген, Нідерланди.

Фортифікація, також фортифікаційна споруда (від лат. fortificatio — «укріплення») — те саме, що укріплення — «дія за значенням укріпити, а також оборонна споруда, місце, територія з оборонними спорудами»,  «зведення укріплень, оборонних споруд; укріплення, оборонна споруда». Це будівля, потужні мури, рів, вал, високі вежі або щось подібне, яке було збудовано або споруджено з метою полегшення оборони ділянки місцевості. Фортифікація є галуззю архітектури, яку ще стародавній римлянин Вітрувій влучно визначив «як мистецтво поєднання функції, конструкції та краси». Зведення оборонних споруд називають фортифікаційним мистецтвом. Укріплення, як правило, оснащене тією чи іншою артилерією або іншою вогнепальною зброєю. Місце з постійними укріпленнями називають фортецею. Фортеці також використовувалися у мирний час для зміцнення влади тих, хто перебуває при владі. Форт — це військова будівля або споруда, призначена для захисту території під час війни. 
У військовому контексті фортифікація — це військова наука, що вивчає форми, засоби та способи укріплення місцевості для ведення бойових дій, а також способи захисту від засобів ураження. Фортифікацією є і галузь військово-інженерної справи, що розробляє конструкції та способи будівництва військових споруд, оборонних укріплень.
Слово етимологічно пов'язане зі словом фортеця. Фортифікаційний — прикметник до фортифікація; фортифікаційні споруди — оборонні споруди (окопи, траншеї, сховища і таке інше) для успішного ведення бою і захисту від дій ворога.

## Етимологія
В українську мову слово «фортифікація» запозичене з французької мови, можливо через посередництво російської та польської. Французьке fortification «укріплення» походить від пізньолатинського fortificātiōnem «укріплення», складного слова, утвореного від прикметника fortis «сильний, міцний» та компонента -ficatio, пов'язаного з дієсловом facio «роблю». Інтернаціональне слово «фортифікація» походить від латинського слова fortis (хоробрий, дужий, сильний) та французького fortifier, що означає «підсилювати», «укріплювати».

## Еволюція оборони місцевості
До найдавнішої системи оборони належить стінова (стіною могла слугувати будь-яка огорожа). Вона призначалася для забезпечення в протистоянні у відкритому бою, що полягав у веденні обстрілу метальною зброєю по горизонталі у бік супротивника, що підступає до стін, та по вертикалі — щоб захистити підніжжя муру, валу чи огорожі. Дещо пізніше з'явилася баштова система, що значно краще забезпечувала чолову оборону: над стінами через певні проміжки вивищувалися башти, і з них було зручніше обстрілювати підніжжя стін. При стіновій чи баштовій системі не вдавалося позбутися так званих мертвих зон — недосяжних для обстрілу ділянок під стіною, і мертва зона становила потенційну небезпеку для захисників укріплення. Противник, якому вдалося добігти до такого місця, міг робити підкопи під стіну, підпалювати дерев'яну огорожу, готувати засоби щоб видертися нагору і вступити у бій. З розвитком військової техніки виникла бастейова система оборони (коли «бастеї» виступали у ролі великих баштових споруд, які встановлювалися у місці найбільш ймовірного нападу), за якої можна було вести перехресний фланкуючий вогонь вздовж стін і майже повністю долати мертві зони. Найдосконалішою була бастіонна система оборони, що давала змогу вести перехресний фланкуючий вогонь в усіх напрямках, де міг бути ворог, не залишаючи йому жодних надій на перепочинок у мертвій зоні. Власне, таким блискучим винаходом військової та архітектурної думки, як бастіон, і закінчується золота доба фортифікаційного мистецтва.
Пошуки ідеального способу оборони, що зробив би укріплення неприступним, велися своїми шляхами протягом століть, і у всіх країн Європи виникли своєрідні місцеві школи оборонної архітектури, що жваво обмінювалися досвідом.

### Доісторичні городища
Люди будували оборонні споруди з давніх-давен, прагнучи укріпити своє житло, щоб уберегти його від небажаних вторгнень. Найдавніші укріплення складалися з захисного земляного валу і виритого біля нього рову. Вони були зроблені в місцях, де рельєф природно забезпечував досить хороший захист. У деяких регіонах огорожу  виготовляли зі загострених стовбурів дерев. Саме оборонні споруди найбільше впливали на формування міст у давнину, забудова залежала від форми укріплень, що її оточували, а поселення, не захищене оборонними спорудами, не мало шансів на довге існування. Процес творення
міста стародавні вчені описували не в архітектурних, а у військових трактатах (більшість цих наукових творів з'явилася за доби Ренесансу), містобудування було галуззю науки фортифікації. Лише у другій половині XVIII столітті шляхи архітектури та військово-інженерної науки остаточно розійшлися.

### Середньовічні фортеці
Середньовічні фортеці мали високі стіни та вежі, з яких можна було захищатись зброєю від нападників. На фортеці нападали, спробувавши прорити прохід під стіною, вдарити по ній руйнівником стін або побудувати мобільну атакуючу вежу, яка була такою ж високою, як вежі захисника.
Оборонні укріплення у вигляді фортець почали будуватися на території України починаючи ще з XIV століття, і більшість з них була зведена на місцях запустілих городищ києво-руської доби.

### Укріплення проти гармат

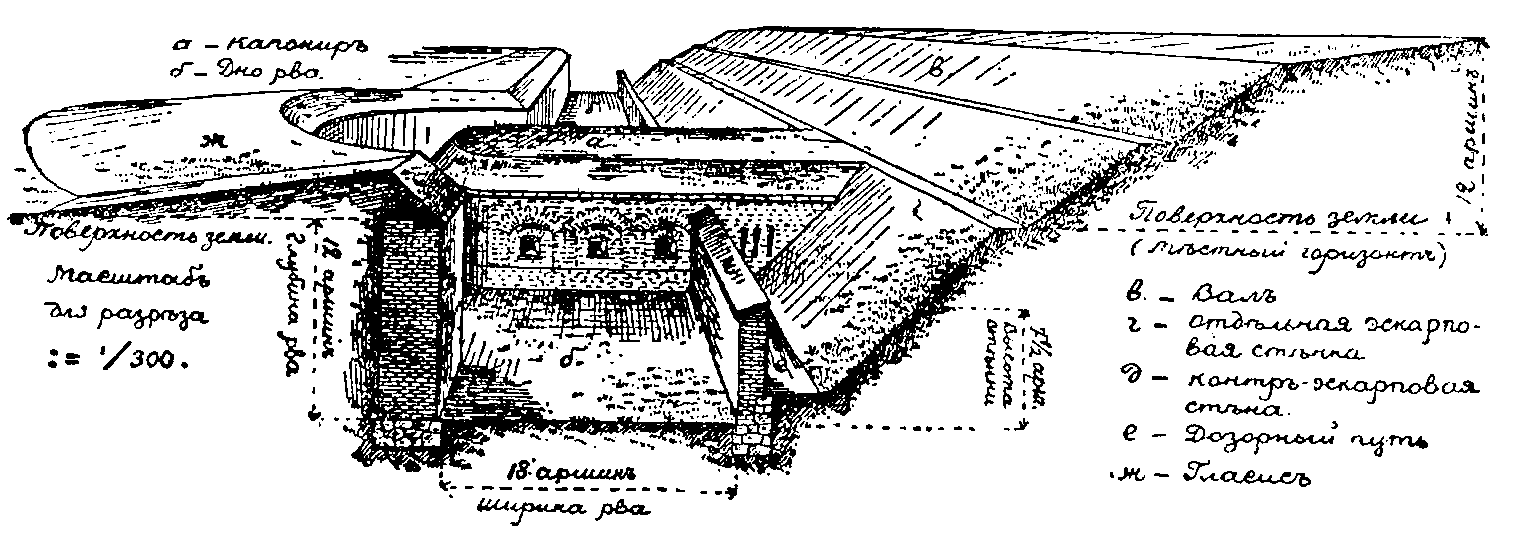
Капонір

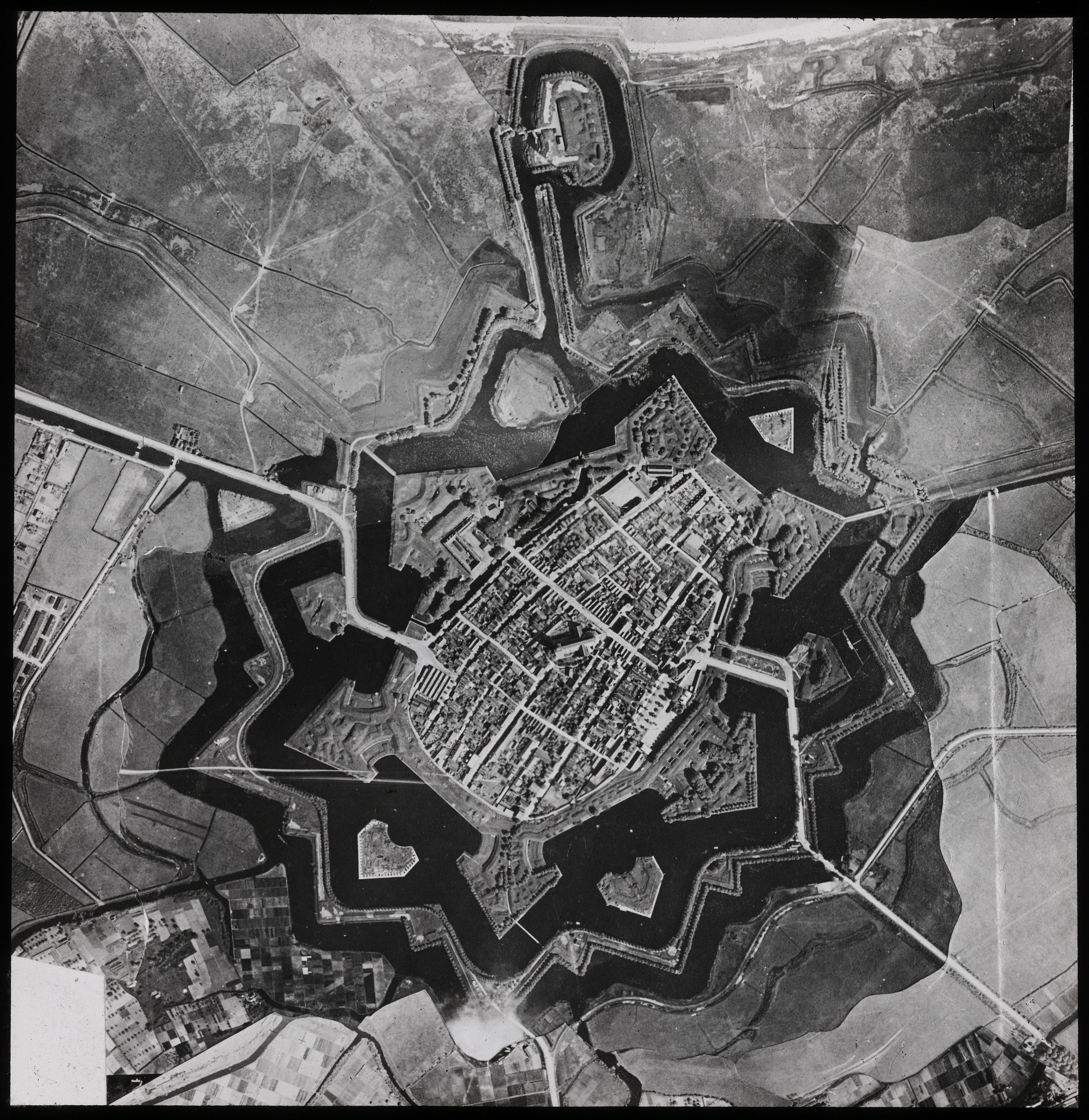
Укріплене місто Наарден, Нідерланди, 17-го століття з бастіонами, що виступають у рів з водою

У XIV столітті з'явилась вогнепальна зброя — чинник, якому судилося значною мірою змінити уявлення про військове мистецтво у всіх його галузях, і оборонна архітектура мала реагувати на нову ситуацію настільки швидко, наскільки це можливо у будівельній справі. В кінці 15 століття зброярі навчилися відливати чавунні ядра, у гармат з'явилися лафети, до яких прикріпили колеса, і артилерія стала мобільною. Зведення фортифікацій потребує значно більше часу, ніж лиття гармат. На початку використання гармат у війні, старих фортець було недостатньо для захисту. Збільшення висоти веж та стін, потовщення мурів, облаштування на стінах веж стрільниць різноманітної конструкції (найчастіше з круглим або ключоподібним отвором) для ручної вогнепальної зброї, дозволяло успішніше протистояти раннім гарматам. Стрільниці були врізані із внутрішнього боку у товщу муру і мали бруствер, на який можна було сперти зброю. Система бастіонів була розроблена в Італії на початку 16 століття під час італійських воєн. Правильний бастіон — це відкритий п'ятикутник ззаду, який має в рів спереду. Форма бастіону дозволяла вести вогонь у кількох напрямках, у тому числі вздовж рову. Кожен бастіон міг підтримувати своїм вогнем сусідні частини фортеці. Важливість бастіонів зменшилася наприкінці 18 століття, коли почали будувати капоніри, які стали утверджуватися у 19 столітті. Капонір був невеликим, з повністю побудованим обладнанням, призначеним для близького захисту рову чи іншої оборонної лінії під час атаки ворога. 
Красиві стіни бастіонної та капонірної фортець теж частково служать для залякування ворога. Коли війна перейшла на використання мобільної артилерії, фортеці намагалися приховати на місцевості.

## Сучасні укріплення у військовій науці

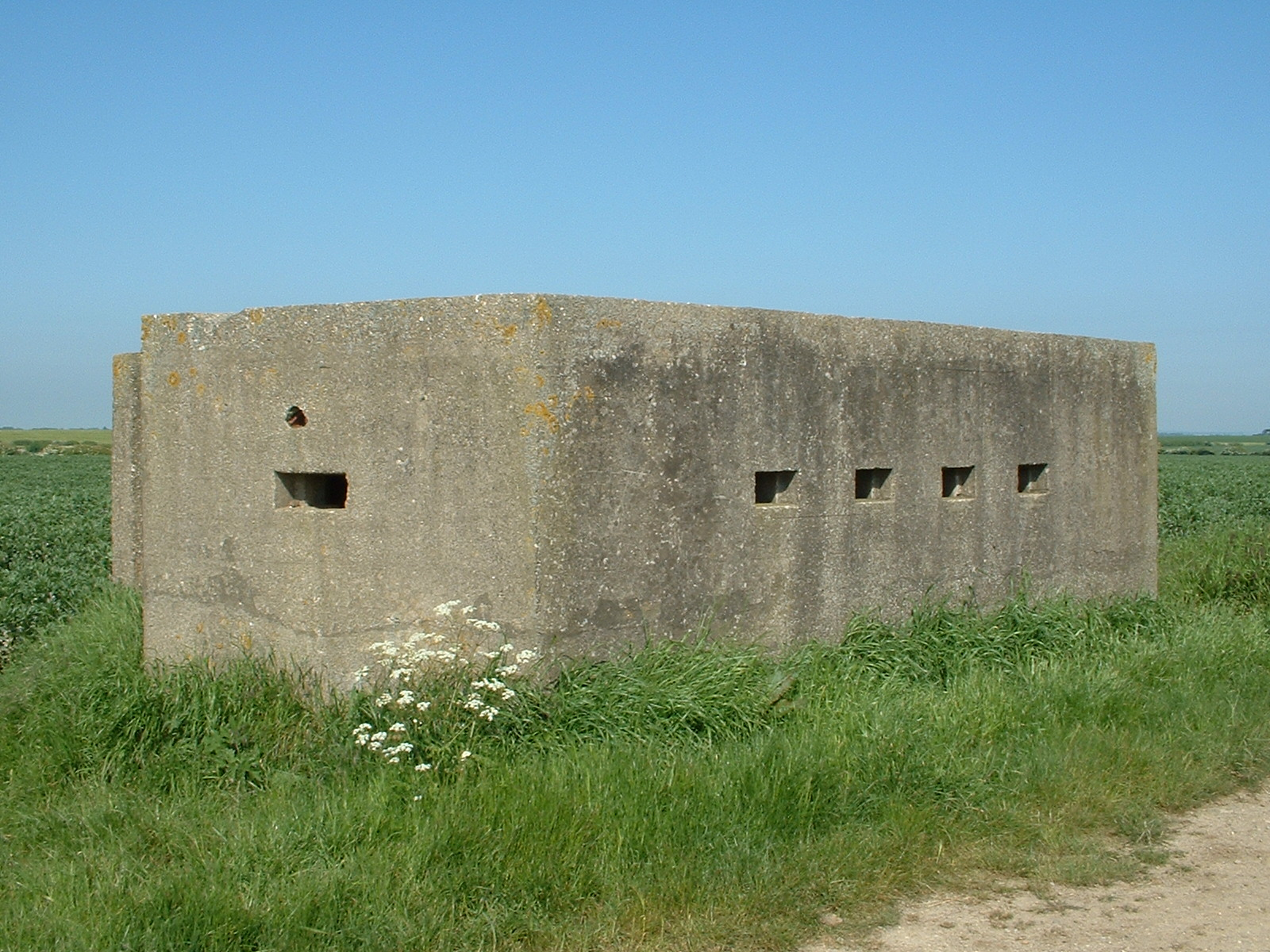
Довгочасна вогнева точка. Велика Британія

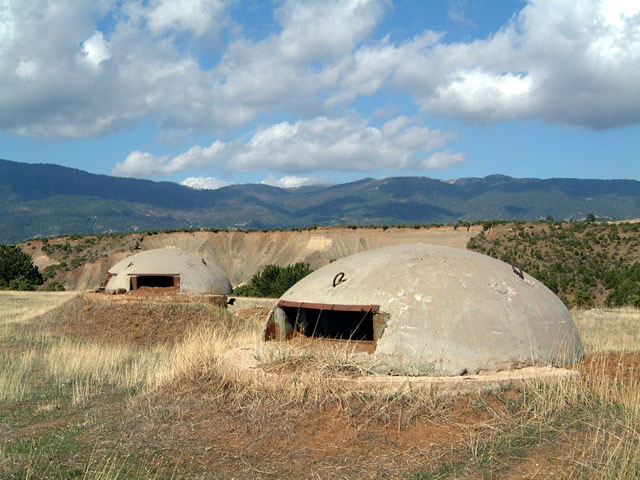
Бункер в Албанії

### Військові фортифікаційні споруди
Фортифікація у військовій справі позначає фортифікаційні інженерні споруди, призначені для підвищення ефективності застосування зброї та військової техніки, забезпечення стійкого управління військами, захисту військ і населення від засобів ураження противника.
Як галузь військової науки, військово-інженерного мистецтва охоплює теорію і практику укріплення (фортифікаційне обладнання) місцевості, як під час завчасної військово-інженерної підготовки театрів воєнних дій і території країни, так і в ході війни з метою підвищення боєздатності Збройних сил, збільшення їх бойової ефективності, захисту військ, органів управління, населення та об'єктів господарства від впливу засобів ураження противника. При цьому фортифікаційне обладнання включає зведення комплексів фортифікаційних споруд відповідно до оперативно-стратегічних або тактичних планів.
Призначаються для ведення вогню (вежі, каземати, окопи, майданчики для вогневих засобів та тощо), захисту особового складу і військової техніки від звичайних засобів і впливу зброї масового ураження (щілини, перекриті ділянки траншей, бліндажі, притулки, укриття тощо), для здійснення скритного маневру (потерни, траншеї, ходи сполучення).
Оборонні споруди бувають наземні, котлованні і підземні. Вони поділяються також за захисними властивостями, застосовуваних матеріалах, за конструкціями, умовам виготовлення і зведення. Для влаштування оборонних споруд можуть застосовуватися комплекти (елементи) промислового виготовлення, а також місцеві матеріали. Типи оборонних споруд, їх основні розміри, захисні властивості, місця розташування на місцевості визначаються залежно від поставлених завдань з інженерного обладнання місцевості, її рельєфу, наявності матеріальних засобів, наявного в розпорядженні військ часу та інших можливостей.
Розвиток оборонних споруд йшов в ногу з вдосконаленням озброєння і тактики. В епоху колюче-ріжучої і метальної зброї, коли бойові дії велися глибокими зімкнутими строями, основу укріплень становили огорожі, вали та рови, утруднювали противнику раптовий напад і штурм. З появою вогнепальної зброї і лінійної тактики в системі укріплень з'явилися редути. Зі збільшенням потужності стрілецької зброї та артилерії, впровадженням розсипного ладу і бойових порядків, що мали резерви, основу укріплених позицій і опорних пунктів стали складати окопи (бастіони, ложементи тощо), траншеї, дерево-земляні і залізобетонні споруди (дерево-вогневе споруда, довготривале вогневе спорудження). В умовах високоманеврових дій механізованих й танкових військ широко застосовуються комплекти оборонних споруд промислового виготовлення — з профільної і листової сталі та інших матеріалів.

### Класифікація фортифікацій у військовій справі
Фортифікація підрозділяється на польову (військову) і довготривалу:
- Польова (військова) фортифікація розробляє теорію і практичні рекомендації з фортифікаційного обладнання (зазвичай в воєнний час) позицій, смуг, рубежів, вихідних районів і районів розташування військ в інтересах забезпечення бою (операції). Вона займається також питаннями зведення польових споруд для захисту від ураження різними видами зброї.
- Довготривала фортифікація розробляє питання теорії і практики завчасного фортифікаційного обладнання ТВД і території країни (в мирний і воєнний час).

### Підрозділ
За своїм призначенням фортифікаційні споруди підрозділяються:
- на споруди для ведення вогню (окопи, траншеї тощо);
- спостереження й управління (спостережні й командні пункти);
- захисту особового складу (щілини, бліндажі, притулки), військової техніки й матеріальних засобів (котловані укриття, укриття закритого типу);
- укриття сполучення (хід сполучення, потерни — галереї під землею або усередині споруди).

Раніше до фортифікаційних споруд відносилися також такі види штучних перешкод, як рови, ескарпи, контрескарпи, надовби й інші, тому що вони були невід'ємними елементами фортифікаційних укріплень типу замку, фортеці, форту. Під час Другої світової війни штучні перешкоди стали самостійним елементом укріплених позицій, що отримали назву невибухових загороджень.
Конструктивно фортифікаційні споруди поділяються на відкритого й закритого типу. У спорудах відкритого типу (щілина, окоп, траншея) захисні конструкції влаштовуються не по всьому їхньому контурі й вхід у них не захищений. Такі споруди в 1,5 — 2 рази знижують радіус поразки при вибуху ядерних боєприпасів, а також забезпечують захист від куль, осколків снарядів, мін, авіабомб.
У фортифікаційних спорудах закритого типу захисні конструкції створюються по всьому контуру споруди, включаючи й вхід. Вони забезпечують найкращий захист, як від звичайних засобів ураження, так і від усіх вражаючих факторів ядерної зброї. При відповідному обладнанні фортифікаційні споруди закритого типу забезпечують також і захист від отруйних речовин і біологічних засобів.
За умовами зведення й експлуатації фортифікаційні споруди поділяються на довгострокові й польові.
Довгострокові зводяться головним чином у мирний час із довговічних і міцних матеріалів (залізобетон, броня та інше). Такі фортифікаційні споруди обладнуються системами енерго- та водопостачання, каналізації, вентиляції, що забезпечують можливість тривалого бойового застосування.
Польові фортифікаційні споруди застосовуються, як правило, у воєнний час. Для їхнього устрою використовуються переважно місцеві матеріали (круглий ліс, хмиз, камінь тощо), а також елементи й конструкції промислового виготовлення зі сталі, залізобетону, дерева. Конструкції фортифікаційних споруд розвивалися й удосконалювалися в залежності від засобів і способів збройної боротьби, а також від загального рівня розвитку техніки.

### Історія
Після Другої світової війни удосконалювання фортифікаційних споруд було направлене насамперед на скорочення часу на їх зведення, зменшення маси конструкцій і підвищення захисних властивостей. Зміна характеру бойових дій, викликана появою ядерної зброї, зажадало корінного перегляду засобів і способів фортифікаційного обладнання позицій і районів розташування військ. Різке скорочення термінів, що відводять на фортифікаційне обладнання, поставило вимогу створення фортифікаційних споруд, що дозволяють їхнє механізоване зведення й індустріальне виготовлення конструкцій. З'явилися нові типи фортифікаційних споруд промислового виготовлення із залізобетону, хвилястої сталі, синтетичних матеріалів, що мають високі захисні властивостями й допускають їх транспортування разом з військами. Для захисту населення широке розповсюдження отримали споруди, обладнані в підвалах житлових будинків, фабричних і заводських будівель.
У період холодній війни багатьма країнами передбачалося застосування для цих цілей тунелів, метрополітенів, шахт тощо, із розрахунком на тривале перебування в них людей в умовах радіоактивного зараження місцевості й масових пожеж.

## Історія розвитку фортифікації
Укріплення для захисту від нападу противника стали застосовуватися з глибокої давнини. Спочатку при їх зведенні використовувалися найпростіші споруди: земляні (кам'яні) вали та рови, іноді заповнювалися водою. У лісистих районах земляні вали посилювалися частоколом)і рубаними дерев'яними стінами; в безлісій місцевості будувалися кам'яні (цегляні) огорожі. Мистецтво зведення таких огорож при спорудженні укріплень досягло високого рівня вже в давнину. Так, фортеця Мемфіс була побудована в Єгипті за 30 століть до н. е., а фортеця Бактрія в Месопотамії витримала довгу облогу ще в 2130 до н.е. Відомі виняткові за масштабами та складністю будівництва укріплення, зведені багато століть до н. е. в Ассирії, Вавилонії, Урарту та інших стародавніх державах. Пізніше зводилися такі грандіозні споруди, як Великий китайський мур, Римські Вали тощо. Крім міцних споруд для захисту населених пунктів і кордонів держав під час походів стали створюватися й польові укріплення. Спочатку це були найпростіші загородження для прикриття стоянок (рогатки, дерев'яні паркани, засіки та інші). У міру розвитку засобів і способів озброєної боротьби складалася система польових укріплень. Стоянки військ обладнувалися у вигляді укріплених таборів, а під час облоги міст навколо них створювалися внутрішні та зовнішні лінії укріплень.
З переходом від рабовласницького до феодального ладу і зменшенням чисельності армій мистецтво будівництва польових укріплень занепало.[джерело?] В XI—XV століттях в країнах Західної Європи велике військове значення набули замки, фортеці, укріпленні міста і монастирі. З утворенням абсолютистських феодальних держав укріплення стали зводитися за єдиним планом в інтересах оборони країни, що зажадало систематизації знань у цій галузі. У XVI—XVII ст. з'являється термін «фортифікація».[джерело?] У розвитку фортифікації велика заслуга належить французькому військовому інженеру С. Вобану (1633—1707), який узагальнив накопичений досвід в області фортифікації і вперше запропонував розділити її на польову і довготривалу. Помітний внесок у теорію і практику фортифікації вніс голландський військовий інженер М. Кегорн (1641—1704), який розробив систему прикриття державних кордонів шляхом зведення лінії фортець, проміжки між якими заповнювалися польовими укріпленнями або затоплювалися.
Оснащення армій вогнепальною зброєю зробило також вплив на розвиток фортифікації, особливо довготривалої, призвело до зміни профілів фортечної огорожі, а потім до перебудови самих фортець. Облогові дії виділилися в самостійну галузь знань. Різко змінився характер польових укріплень. З'явилися переривчасті, а потім суцільні лінії укріплень з насипних фортифікаційних спорудах. Італійські фортифікатори Дж. Маджі, М. Сан-Мікеле, Н. Тарталья та інші висунули пропозиції, щодо вдосконалення кріпосної огорожі. Їх досвід багато в чому був запозичений з німецької інженерної школи фортифікації (16 ст.), засновником якої був А. Дюрер. Великий розвиток теорія і практика фортифікації досягли в XVI—XVIII ст. у Франції та Голландії. Ідеї французької фортифікаційної школи (С. Вобан, Л. Кормонтель, М. Монталамбер, Г. Поган та інші) отримали широке поширення в низці європейських держав.
У XVII—XIX століттях поняття «фортифікація» охоплювало вже не тільки створення і застосування фортифікаційних споруд в системі зміцнення місцевості, але і будівництво військових доріг, мостів, влаштування переправ і загороджень, ведення облоги і оборони фортець (укріплених місць, монастирів), маскування.
Після Кримської війни 1853—1856 рр., франко-прусської війни 1870—1871 рр. і російсько-турецької війни 1877—1878 рр. у зв'язку з появою нарізної зброї у фортифікації широке поширення набула система польових укріплень у вигляді суцільних позицій, що складалася з окопів, бліндажів і укриттів. До зведення укріплень стали залучатися всі війська, для цього їх постачали шанцевим інструментом. У довготривалій фортифікації у зв'язку з появою масових армій і підвищенням далекобійності артилерії був розроблений новий тип фортових фортець із винесеними вперед двома поясами фортів і укріпленнями в проміжках між ними. Для захисту від бризантних і фугасних снарядів, які були створені наприкінці XIX ст., під час будівництва фортець стали застосовувати бетон і броньові конструкції, що вимагало подальшого розвитку теорії фортифікації. До початку XX ст. все це виділилося в самостійну галузь військово-інженерного мистецтва, а теоретична та практична області застосування фортифікації були обмежені питаннями влаштування укріплень та їх використання.
Істотні зміни в поглядах на фортифікацію відбулися після Російсько-японської війни 1904—1905 років. Військові повсюдно відмовлялися від насипних фортифікаційних споруд (редутів, люнетів, шанців тощо) і перейшли до заглиблених оборонних споруд. Польові укріплення було запропоновано будувати в 2—3 лінії на глибині 2—4 км і мати тилові оборонні позиції. Разом з тим основу системи прикордонних та приморських укріплень, як і раніше складали фортеці.
Перша світова війна виявила непридатність фортечних форм зміцнення місцевості і внесла значні корективи в способи зведення польових укріплень. Більшість фортець Бельгії та Франції, Росії в ході цієї війни були захоплені після нетривалого опору. Лише деякі з них витримали тривалу облогу, а французька фортеця Верден вистояла тому, що стала частиною загального укріпленого фронту. У польовій фортифікації внаслідок збільшення глибини бойових порядків захисників військ та підвищення могутності засобів ураження намітився перехід до глибоко ешелонованих оборонних рубежів та смуг та до фортифікаційних споруд з підвищеними захисними властивостями. Широке застосування отримали траншеї і ходи сполучення, закриті вогневі споруди, бліндажі і притулки, в будівництві яких застосовувався залізобетон, броня та інші міцні матеріали. Великого поширення набули підземні споруди та протипіхотні перешкоди з колючого дроту. Поява танків призвела до створення в системі загороджень спеціальних ровів, надовби, бар'єрів тощо. До кінця Першої світової війни склалася система польових укріплених смуг і позицій, основою яких стали траншеї, обладнані в бойовому і логістичному відношенні, а також закриті вогневі споруди та укриття.
У період між Першою і Другою світовими війнами головне місце у фортифікації займали проблеми, пов'язані зі створенням системи прикордонних укріплень. Намітився поступовий перехід від фортечних до нових форм зміцнення сухопутних кордонів — УР, укріплені лінії. Наприкінці 20-х — поч. 30-х рр. прикордонні укріплені лінії були створені в ряді європейських країн («Лінія Мажино», «Лінія Зігфрида», «Лінія Маннергейма», «Лінія Молотова»); в СРСР також будувалися УР на кордонах. Усе це сприяло подальшому розвитку довгострокової фортифікації.
У 20—30-х рр. зазнавали істотних змін погляди на польову фортифікацію. В СРСР розроблялися питання застосування фортифікації в інтересах забезпечення високоманеврених бойових дій. Виходячи з ідеї розчленування бойових порядків на дрібні групи (розрахунки), було запропоновано відмовитися від системи траншей і перейти до окремих окопів і споруд (деревоземляних, зі збірного залізобетону або бетону), які повинні були об'єднуватися за допомогою ходів сполучення в опорні пункти, де передбачалося також споруджувати укриття для особового складу та військової техніки. У Франції, Німеччини та інших європейських країнах в питаннях польової Фортифікація продовжували дотримуватися погляди, що склалися протягом Першої світової війни, тому конструкції і типи їх фортифікаційних споруд в післявоєнні роки великих змін не зазнали. Пізніше, з досвіду війни в Іспанії 1936—1939 рр., з'явилася тенденція до ширшого застосування при обладнанні польових позицій залізобетонних і броньових конструкцій, стали надавати більшого значення фортифікаційній підготовці позицій і районів розташування військ.
Війська Вермахту в початковий період війни з Радянським Союзом зазвичай обмежувалися застосуванням самообкопування і пристосуванням до оборони населених пунктів; лише після поразки під Москвою вони стали створювати оборону, що складалася з двох оборонних смуг загальною глибиною 10—15 км. Радянські війська в початковий період Німецько-радянської війни широко використовували підготовку в тилу оборонних рубежів і ліній оборони оперативного і стратегічного значення; для їх влаштування залучалися спеціальні формування та місцеве населення. З 1943 року основним елементом укріплення військових позицій Червоної Армії стала система траншей і ходів сполучення в поєднанні з деревоземляними, бутобетонними, залізобетонними і броньовими спорудами. Конструкції та типи фортифікаційних споруд були значною мірою вдосконалені, надземні габарити зменшилися, захисні властивості підвищилися. Підвищуючи стійкість оборони, польова фортифікація в цьому сприяла успіху бойових дій радянських військ.
У ході Другої світової війни пануючою формою в фортифікації стали укріплення, що влаштовувалися військами в інтересах забезпечення бою (операції). Поступово збільшувалася глибина позицій і смуг в обороні, обладнувалися тилові оперативні та стратегічні оборонні рубежі, вихідні плацдарми для наступу. У глибокому тилу проводилася підготовка до оборони міст і великих населених пунктів, здійснювалися фортифікаційні заходи для захисту населення і та об'єктів від авіаційних ударів противника.
У післявоєнний період у зв'язку з появою зброї масового ураження завдання фортифікації розширилися і ускладнилися. У польовій фортифікації намітилися тенденції до уніфікації споруд, їх будівництву зі збірно-розбірних конструкцій промислового виготовлення при максимальній механізації робіт, широкому застосуванню при обладнанні позицій землерийних машин. У довготривалій фортифікації поряд з розробкою і впровадженням нових типів споруд зберігають значення конструкції з монолітного та збірного залізобетону. У сучасних умовах фортифікація продовжує відігравати важливу роль при вирішенні тактичних, оперативних і стратегічних завдань.

### Деталізація джерел
1. 1 2  Укріплення // Словник української мови : в 11 т. — Київ : Наукова думка, 1970—1980.
2. 1 2  Великий тлумачний словник сучасної української мови (з дод. і допов.) / Уклад. і голов. ред. В.Т. Бусел. — К.; Ірпінь: ВТФ «Перун», 2005. — 1728 с. ISBN 966-569-013-2 (Укріплення, стор.: 1502) Доступ
3. 1 2 3 4  Фортифікація // Словник української мови : в 11 т. — Київ : Наукова думка, 1970—1980.
4. 1 2 3 4  Етимологічний словник української мови: у 7 т. / редкол.: О.С. Мельничук (голов. ред.) [та ін.] ; АН Української РСР, Ін-т мовознав. ім. О.О. Потебні. — Київ : Наук. думка, 1982 — . — (Словники України) Т. 6 : У-Я / уклад.: Г.П. Півторак [та ін.] ; ред. тому: Т.Б. Лукінова [та ін.]. — 2012. — 565, [1] c. (стор.: 122)
5. 1 2 3 4 5 6 7 8 9 10  Липа К. Під захистом мурів. — К.: Наш час, 2007. — 184 с. — (Сер. «Невідома Україна») ISBN 978-966-8174-84-1 ISBN 966-8174-12-7 (серія)
6. ↑  Великий тлумачний словник сучасної української мови (з дод. і допов.) / Уклад. і голов. ред. В.Т. Бусел. — К.; Ірпінь: ВТФ «Перун», 2005. — 1728 с. ISBN 966-569-013-2 (Фортифікація, Фортифікаційний стор.: 1545) Доступ
7. 1 2  Історія війн і сучасного військового мистецтва: конспект лекцій: / О.В. Уваркіна та ін. Київ: ІСЗЗІ КПІ ім. Ігоря Сікорського, 2021. 304 с. (стор.: 132)
8. ↑  Замковий туризм. Курс лекцій для студентів спеціальності «Туризмознавство» / Д.А. Каднічанський, Т.Б. Завадовський — Львів: Видавничий центр ЛНУ імені Івана Франка, 2017. — 138 с. (стор.: 24)